# Závitové očko

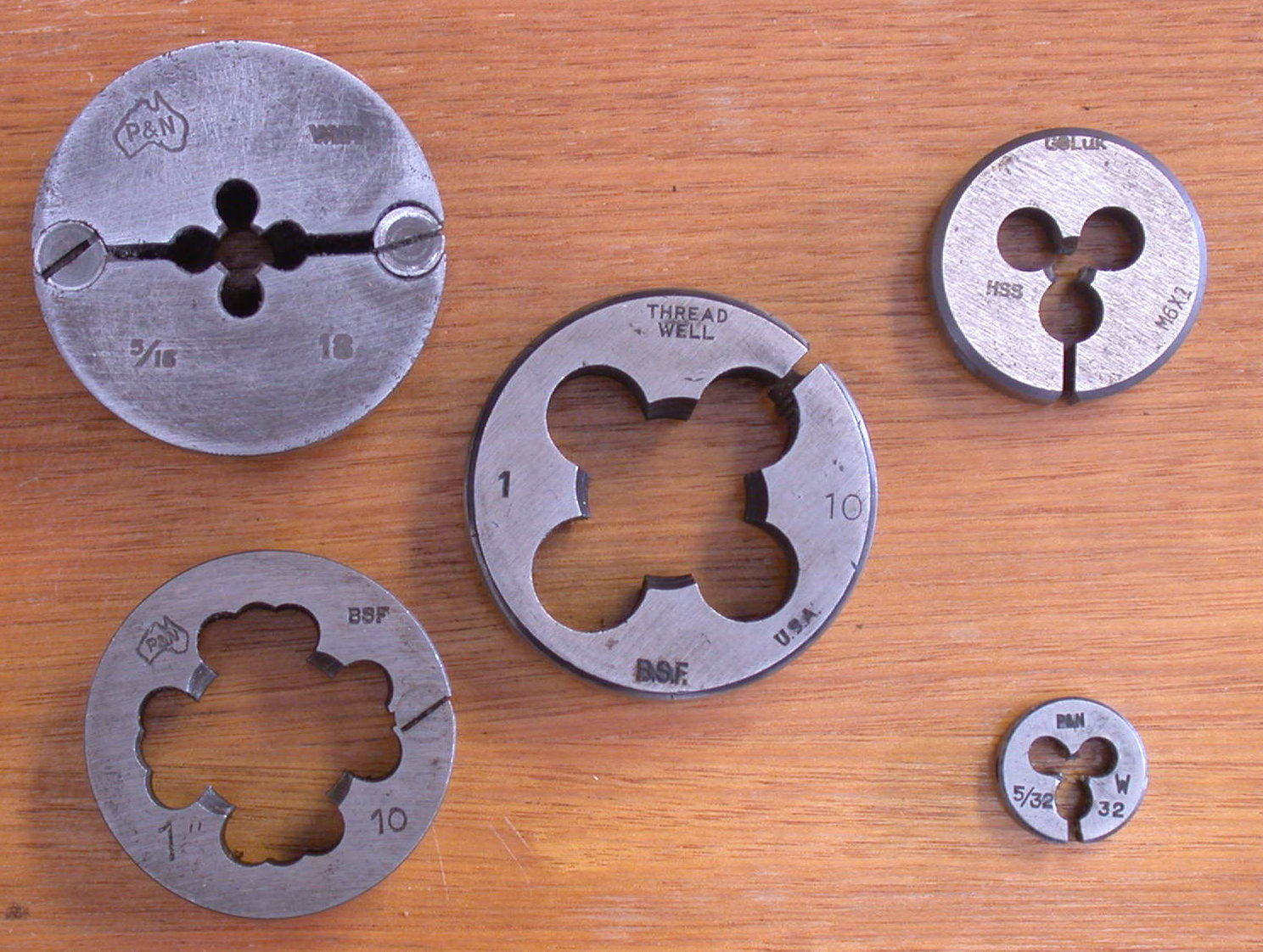
Závitová očka

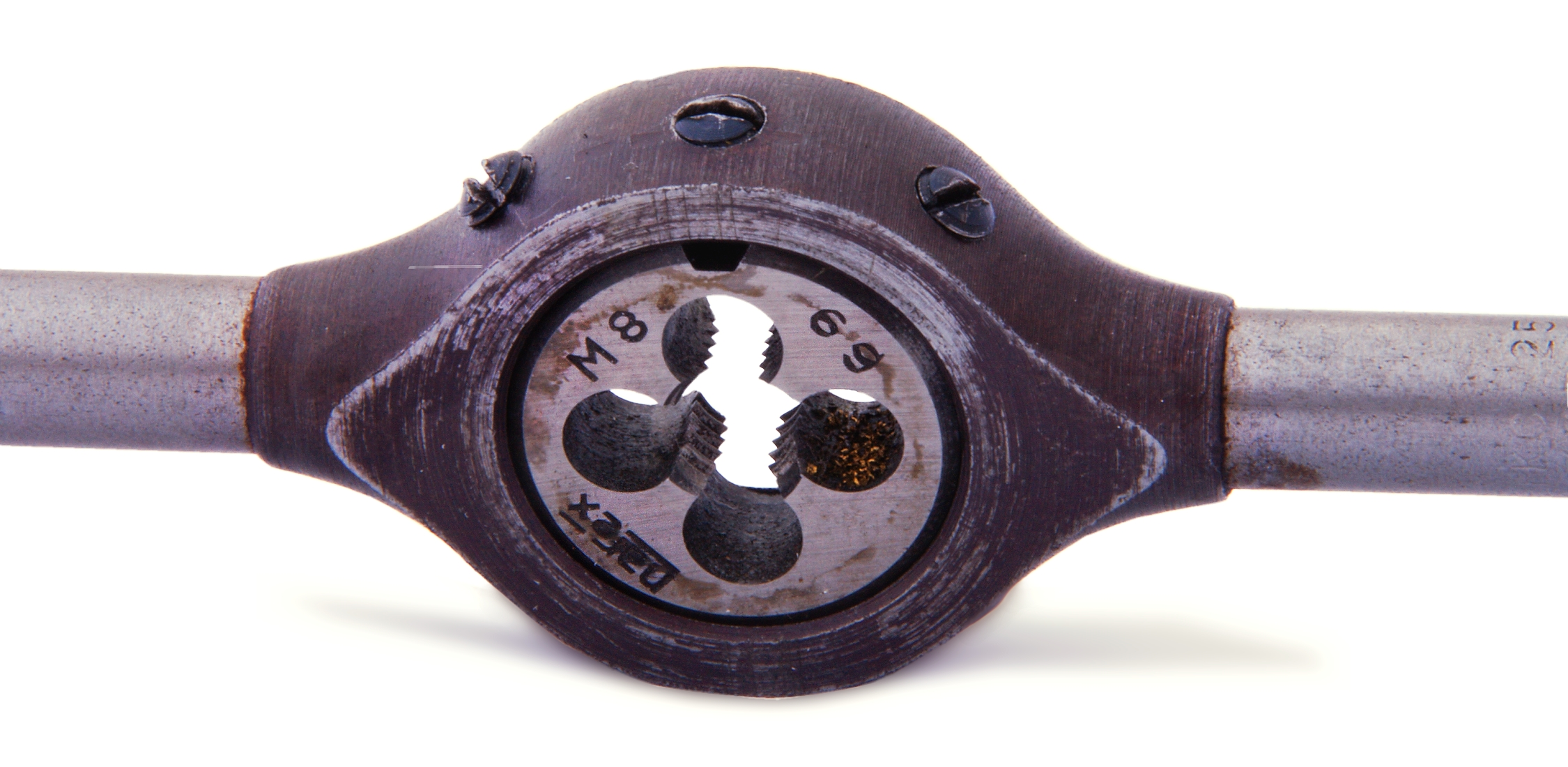
Závitové očko s ručním vratidlem

Závitové očko je nástroj sloužící k vyřezávání vnějších závitů na válcovém materiálu. Pro vyřezávání vnitřních závitů se používá závitník. Oba nástroje se při práci upevňují do vratidla, které umožňuje jejich snadné uchopení a působení dostatečné síly.
Závitové očko má tvar plochého disku, který má uprostřed řezný otvor. Na obvodu tohoto otvoru jsou malé otvory pro odvod odřezků.